# 康塞桑-迪伊帕内马
康塞桑-迪伊帕内马是巴西米纳斯吉拉斯州的一个市镇。总面积254.513平方公里，总人口4396人，人口密度17.3人/平方公里。